# Olga Michailowna Tschernjawskaja
Olga Michailowna Tschernjawskaja (russisch Ольга Михайловна Чернявская; * 17. September 1963 in Irbit; geborene Dawidowa, dann Burowa) ist eine russische Diskuswerferin. 

## Leben
Ihr größter Erfolg war der Gewinn den Weltmeisterschaften 1993 im Diskuswurf.
Olga Tschernjawskaja erster internationaler Erfolg war der zweite Platz bei den Europameisterschaften 1990 in Split. Bei den Weltmeisterschaften 1993 wurde sie Weltmeisterin und errang 2 Jahre später bei den Titelkämpfen den dritten Rang. Sie hat dreimal an Olympischen Spielen teilgenommen (1992, 1996, 2004).

## Erfolge im Einzelnen
- 1990, Europameisterschaften Split: Platz 2 (66,72 m)
- 1993, Weltmeisterschaften Stuttgart: Platz 1 (67,40 m)
- 1995, Weltmeisterschaften Göteborg: Platz 3 (66,86 m)

## Persönliche Bestleistung
68,38 m; aufgestellt am 29. Mai 1992 in Sotschi.